# Solms
Solms é uma cidade da Alemanha localizado no distrito de Lahn-Dill, na região de Gießen, estado da Hessen.